# Mirna Peč (plaats)
Mirna Peč is een plaats in Slovenië en maakt deel uit van de gelijknamige gemeente in de NUTS-3-regio Jugovzhodna Slovenija. De plaats telde 994 inwoners op 1 januari 2020.